# Opowieść wigilijna (film 1908)
Opowieść wigilijna (ang. A Christmas Carol) – amerykański niemy krótkometrażowy film  z 1908 roku. Film powstał na podstawie opowiadania Karola Dickensa pod tym samym tytułem.